# Sectipecten
Sectipecten is een uitgestorven geslacht van tweekleppigen uit de familie van de Pectinidae (mantelschelpen).

## Soorten
- Sectipecten allani Marwick, 1928 †
- Sectipecten diffluxus (Hutton, 1873) †
- Sectipecten grangei Boreham, 1961 †
- Sectipecten wollastoni (Finlay, 1927) †